# Rębowo (Mazovie)
Pour les articles homonymes, voir Rębowo.
Rębowo (prononciation : [rɛmˈbɔvɔ]) est un village polonais de la gmina de Wyszogród dans le powiat de Płock de la voïvodie de Mazovie dans le centre-est de la Pologne.
Il se situe à environ 3 kilomètres au nord-ouest de Wyszogród (siège de la gmina), 37 kilomètres au sud-est de Płock (siège du powiat) et à 60 kilomètres à l'ouest de Varsovie (capitale de la Pologne).
Le village compte approximativement une population de 680 habitants en 2007.

## Histoire
De 1975 à 1998, le village appartenait administrativement à la voïvodie de Płock.